# Mala Biloserka
Mala Biloserka (ukrainisch Мала Білозерка; russisch Малая Белозёрка Malaja Belosjorka) ist ein Dorf im Westen der ukrainischen Oblast Saporischschja mit 5300 Einwohnern (2017).

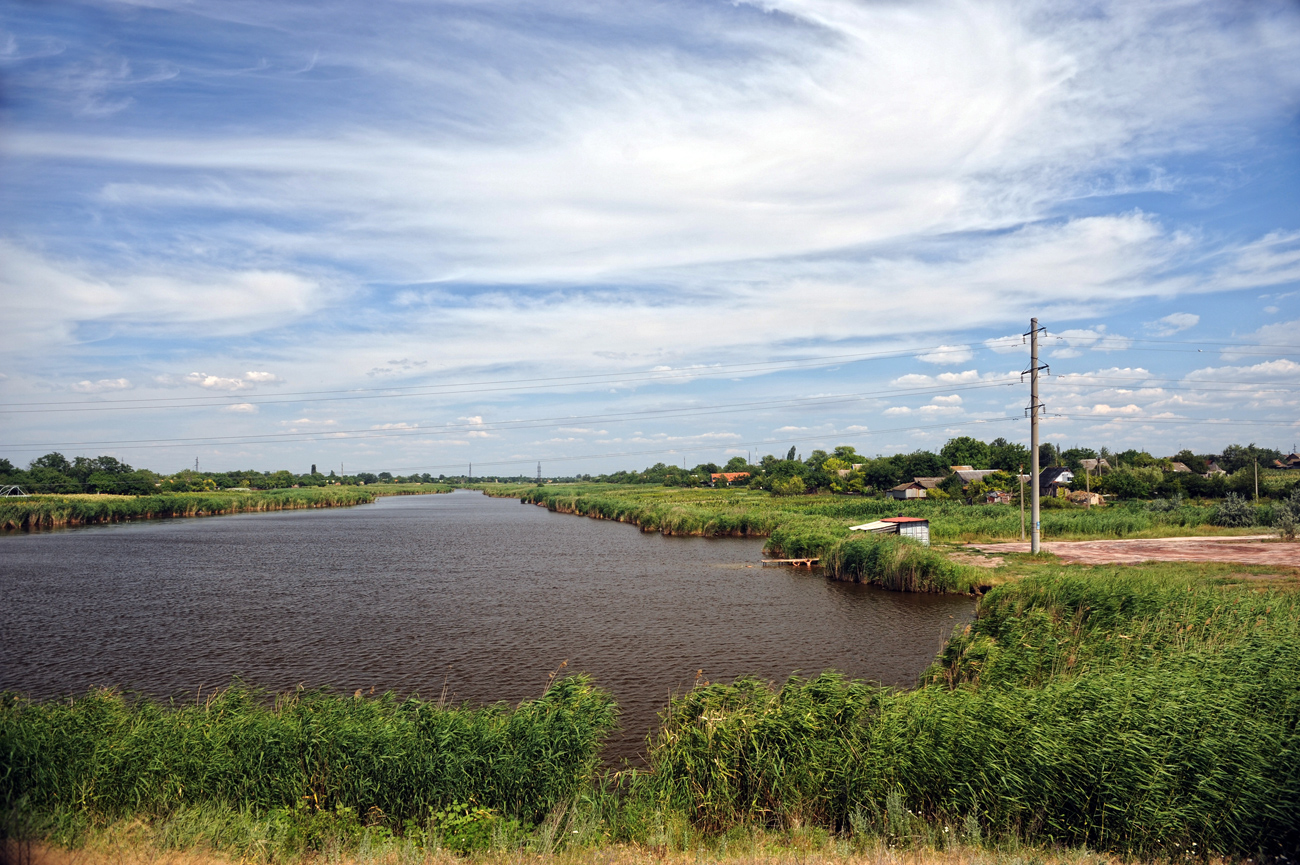
Blick auf Dorf und Fluss

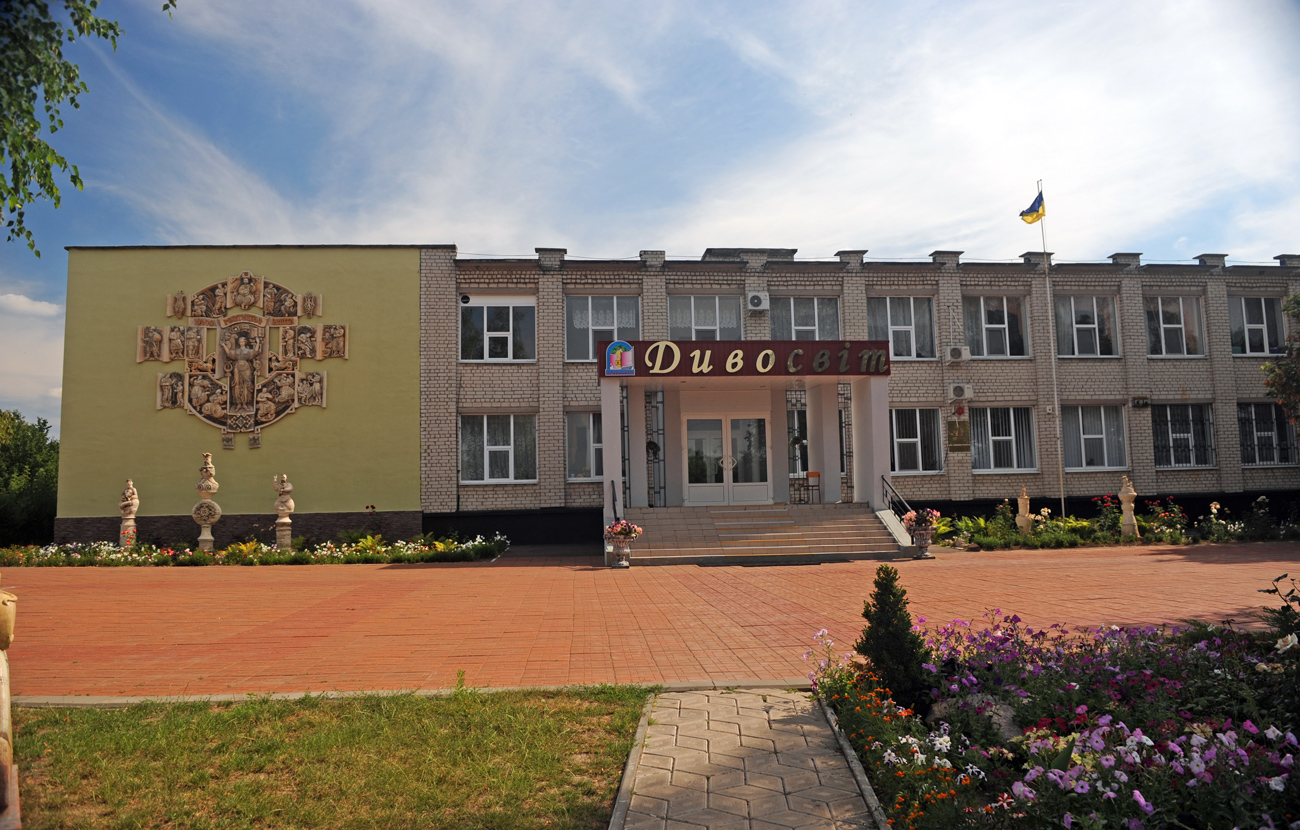
Gymnasium in Mala Biloserka

Das 1784 gegründete Dorf liegt am Ufer des Flusses Biloserka (ukrainisch Білозерка), einem 84,8 km langen, linken Nebenfluss des Dnepr 19 km östlich von Welyka Biloserka, 22 km südlich von Dniprorudne, 47 km südwestlich vom Rajonzentrum Wassyliwka und 105 km südwestlich vom Oblastzentrum Saporischschja.
Die ersten Siedler waren 13 Kosakenfamilien aus dem Gouvernement Tschernigow. Später siedelten sich viele staatliche Bauern aus dem Gouvernement Poltawa, Gouvernement Kursk und weiteren Provinzen des Russischen Reiches an.
Bei der Volkszählung von 2001 besaß das Dorf 5949 Einwohner.
Durch die Gemeinde verlaufen die Territorialstraßen T–08–10 und T–08–17.

## Verwaltungsgliederung
Am 12. Juni 2020 wurde das Dorf zum Zentrum der neugegründeten Landgemeinde Mala Biloserka (Малобілозерська сільська громада/Malobiloserska silska hromada). Zu dieser zählten auch die 7 in der untenstehenden Tabelle aufgelistetenen Dörfer, bis dahin bildete es zusammen mit dem Dorf Nowobiloserka die gleichnamige Landratsgemeinde Mala Biloserka (Малобілозерська сільська рада/Malobiloserska silska rada) im Südwesten des Rajons Wassyliwka.
Folgende Orte sind neben dem Hauptort Mala Biloserka Teil der Gemeinde:
| Name                     | Name          | Name                           |
| ukrainisch transkribiert | ukrainisch    | russisch                       |
| ------------------------ | ------------- | ------------------------------ |
| Balky                    | Балки         | Балки (Balki)                  |
| Jasna Poljana            | Ясна Поляна   | Ясная Поляна (Jasnaja Poljana) |
| Nowobiloserka            | Новобілозерка | Новобелозёрка (Nowobelosjorka) |
| Orljanske                | Орлянське     | Орлянское (Orljanskoje)        |
| Topolyne                 | Тополине      | Тополиное (Topolinoje)         |
| Uljaniwka                | Улянівка      | Ульяновка (Uljanowka)          |
| Widnoschyne              | Відножине     | Видножино (Widnoschino)        |